# Nie zatrzyma nikt
Nie zatrzyma nikt – trzeci studyjny album Patrycji Markowskiej. Produkcją krążka zajął się Filip Siejka (a nie jak poprzednio Piotr Łukaszewski). Na płytę trafiło 13 spośród 17 przygotowanych wcześniej kompozycji, w tym "Cztery ściany" w duecie z Sychą, piosenka ''Tak o mnie walcz", z którą Patrycja startowała w opolskich Premierach oraz tytułowy utwór będący duetem z Grzegorzem Markowskim. Jak zwykle starałam się zebrać zróżnicowany materiał, więc oprócz piosenek dynamitów – szykuję ballady smutki – napisała o tym materiale sama Patrycja. Płytę promowały cztery single: "Cztery ściany", "Tak o mnie walcz", "Nie zatrzyma nikt" i "Gdy zgasną światła".

## Lista utworów
1. "Pożegnanie" – 4:17
2. "Cztery ściany" – 3:26
3. "Gdy zgasną światła" – 3:45
4. "Nie zatrzyma nikt" (feat. Grzegorz Markowski) – 4:02
5. "Ja i wiatr" – 3:44
6. "Źródło" – 3:48
7. "W jej dłoniach" – 3:28
8. "Tak o mnie walcz" – 3:27
9. "Zwykła historia" – 4:16
10. "Goniąc ciebie" – 3:55
11. "Kilka pytań" – 3:43
12. "Coś więcej" – 3:17
13. "Drugi brzeg" – 2:54